# Dorfkirche Zschorlau

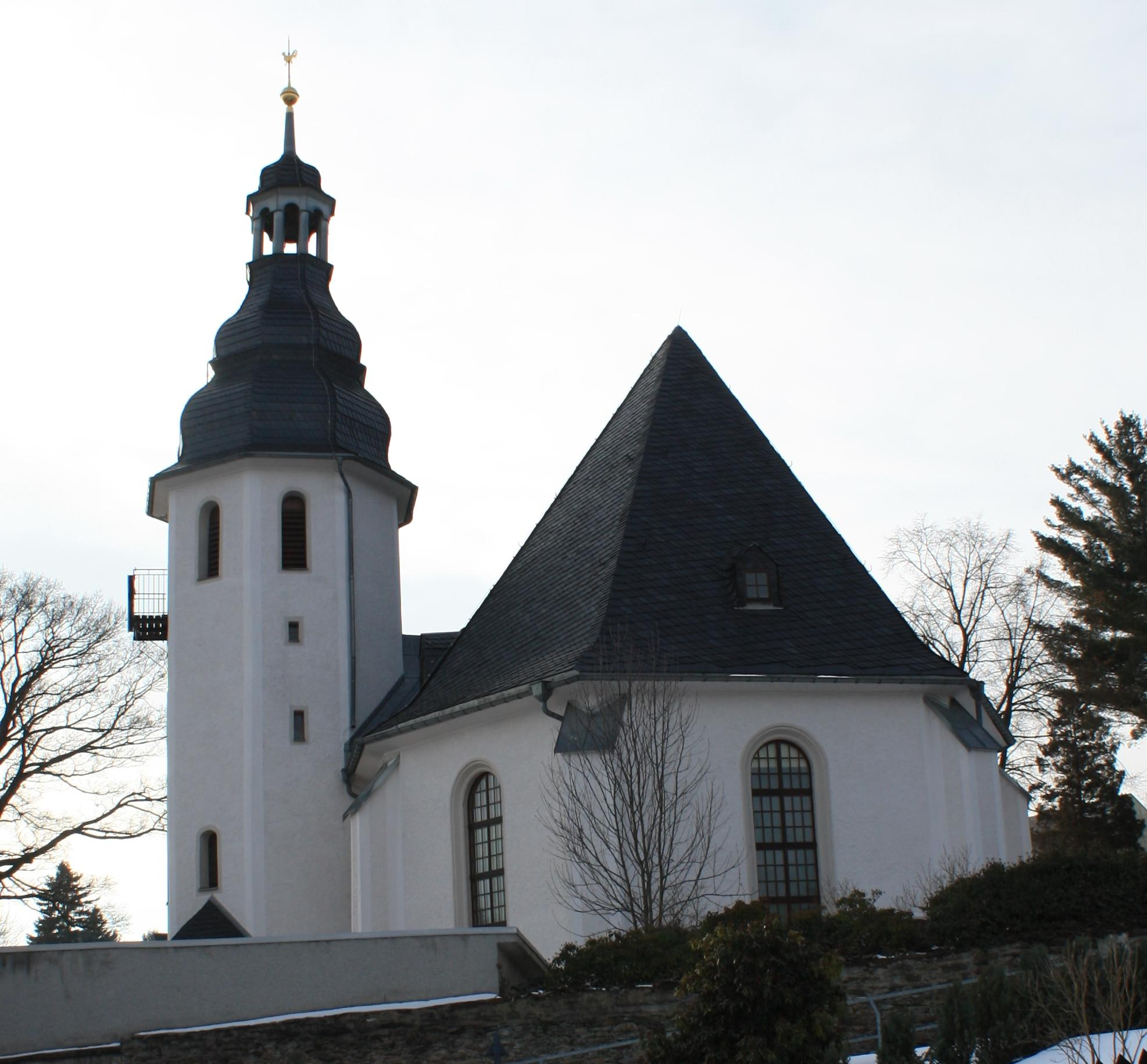
Kirche Zschorlau

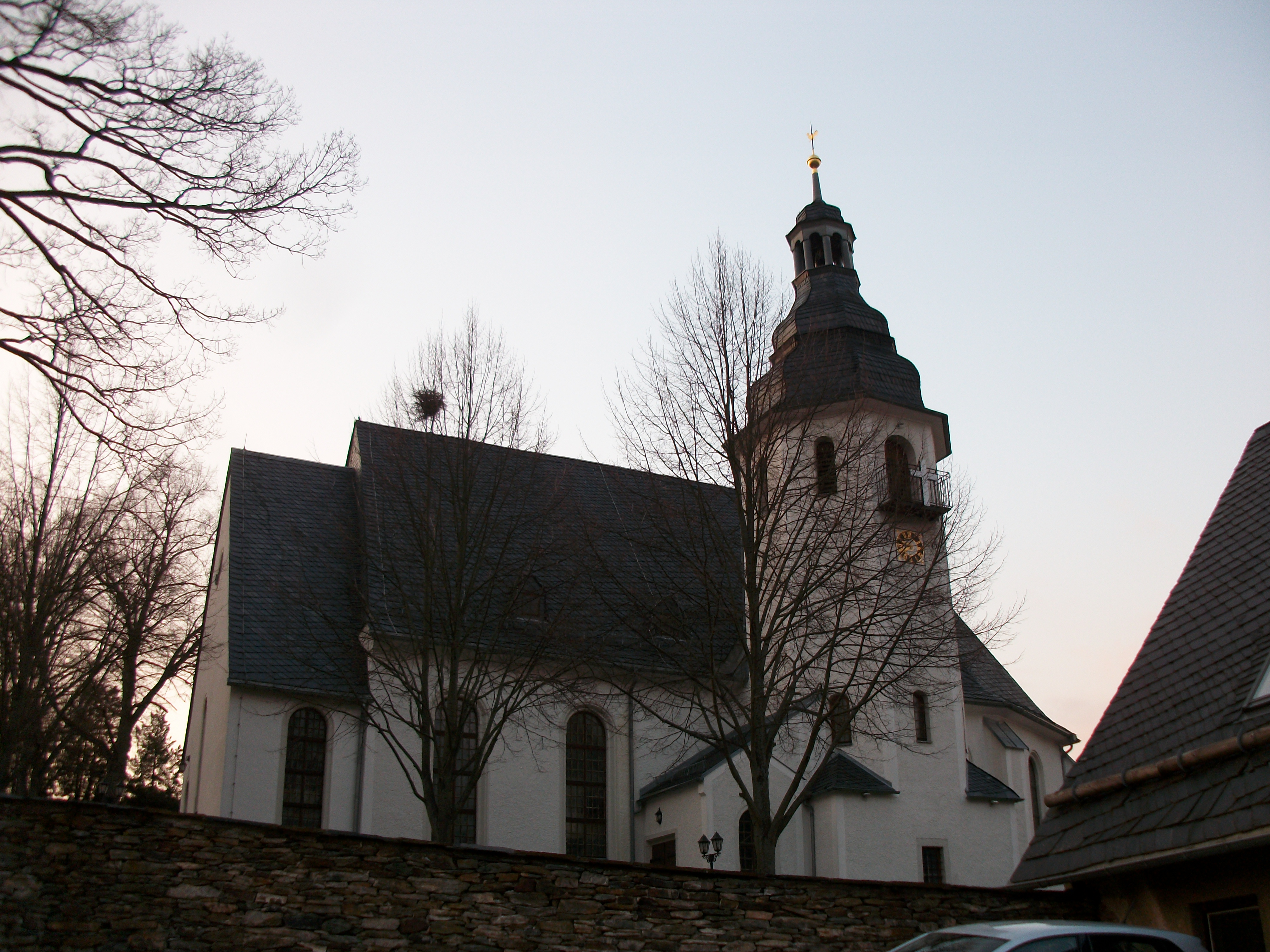
Nordansicht

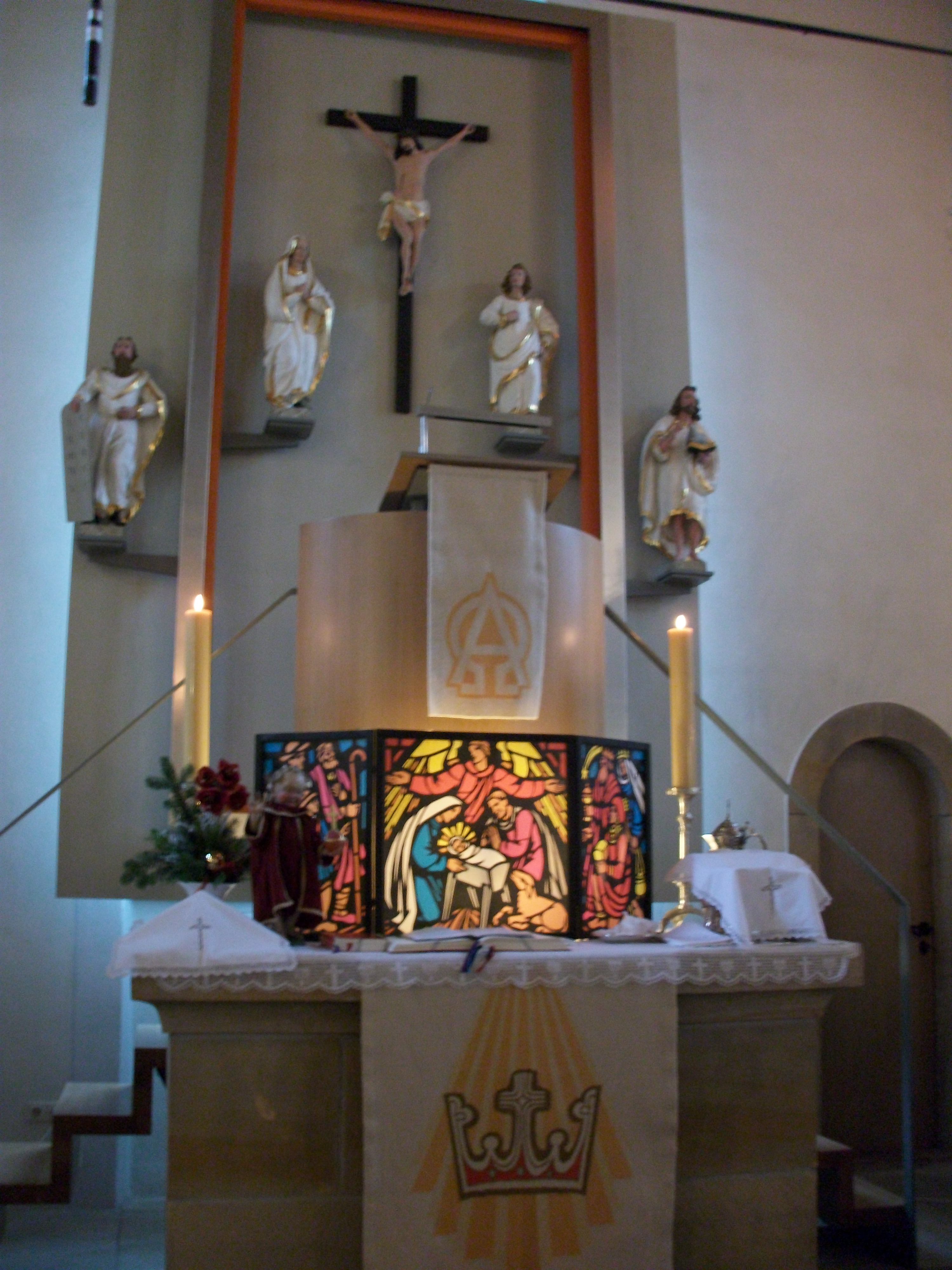
Altar

Die evangelische Dorfkirche Zschorlau ist eine im Kern spätgotische Saalkirche in Zschorlau im Erzgebirgskreis in Sachsen. Sie gehört zur Kirchengemeinde Zschorlau im Kirchenbezirk Aue der Evangelisch-Lutherischen Landeskirche Sachsens. Ihre Besonderheit ist die historische, vor einigen Jahren wieder freigelegte und restaurierte Bilderdecke.

## Geschichte und Architektur
Die nahezu in der Dorfmitte gelegene Saalkirche wurde erstmals vor 1413 erwähnt. Ein durchgreifender Umbau mit Erweiterung erfolgte in den Jahren 1652/1653. Umgestaltungen erfolgten in den Jahren 1880 und 1962 im Innern; in den Jahren 1967/1968 wurde die Westseite durch Um- und Anbau völlig verändert.
Das Bauwerk ist ein Putzbau mit dreiseitig geschlossenem Chor, der mit Strebepfeilern versehen ist. Rundbogenfenster mit profilierten Steingewänden erhellen das Innere. An der Südseite ist der Turm über quadratischem Grundriss erbaut, der im Obergeschoss oktogonal ausgebildet und mit einer geschweiften Haube mit Laterne bekrönt ist.
Das Innere wird wesentlich durch die Umgestaltungen der 1960er Jahre bestimmt. Der helle, flachgedeckte Saal ist an drei Seiten von Emporen umgeben. Die kreuzgewölbte Sakristei enthält eine Sakramentsnische, die vermutlich noch aus dem Vorgängerbau stammt und mit einer wohlgestalteten schmiedeeisernen Tür mit rhombenförmig angeordneten, rosettenbesetzten Bändern aus der Mitte des 17. Jahrhunderts versehen ist.
In jüngerer Vergangenheit wurden das Dachgebälk umfangreich wegen Schwammbefall erneuert. Zugleich wurden das Kirchendach neu gedeckt, die Turmkugel neu vergoldet und der Wetterhahn erneuert. Die Kirche samt Turm ist neu verputzt und gestrichen, der einstige Turmbalkon wieder angebaut.
2005 und 2006 gelang es dank vieler Spenden aus der Gemeinde, das Gestühl von 1880 aufzuarbeiten die Altarfiguren einer Kreuzigungsgruppe zu einem neuen Kanzelaltar zusammenzuführen. Mit der Restaurierung der Bilderdecke gibt es nun einen Kircheninnenraum, der die beispielhafte Bau- und Kunstgeschichte optimal mit den Anforderungen des alltäglichen Gemeindelebens verbindet.

## Ausstattung
Ein lebensgroßes spätgotisches Kruzifix aus der Zeit um 1500 ist mit einer Rosshaarperücke gestaltet. Von einem Altar aus der Mitte des 17. Jahrhunderts sind einige Schnitzfiguren erhalten, die ursprünglich Teil einer Kreuzigungsgruppe waren und jetzt auf der Mensa zu Füßen des Kruzifixes aufgestellt sind; zu Seiten des Kruzifixes stehen an der Chorwand Moses und Johannes der Täufer, der auferstandene Christus an der südöstlichen Chorwand bildete vermutlich einst die Bekrönung des Altars, das Kruzifix der Kreuzigungsgruppe befindet sich in der Sakristei. Dort ist auch ein eigenartiger Taufdeckel zu finden, dem eine achtseitige hölzerne Bildtafel mit einer Darstellung von Gottvater aufgeschraubt ist, die vermutlich von Matthias Krodel dem Älteren stammt; eine gleichartige Bildtafel ist im Pfarrhaus zu Schneeberg zu finden.
Ein barockes Bornkinnel ist um 1640 entstanden. Ein geschnitztes und gefasstes Auflegekruzifix mit Engelsköpfen an den Kreuzenden und einem Schädel zwischen Girlanden mit Kelch und Kreuz am Kreuzfuß stammt vom Anfang des 18. Jahrhunderts. Ein ähnliches Auflegekruzifix ist aus Messing getrieben und wurde um 1800 gefertigt. Acht hochovale bergmännische Sargschilde aus der gleichen Zeit und dem gleichen Material sind mit christlichen Emblemen versehen, die zumeist die Begriffe von Werden und Vergehen symbolisieren, weiterhin eine Salvator-Darstellung, außerdem das Kursächsische und das Zschorlauer Wappen.

## Barocke Bilderdecke
Die Kirche hat als kulturhistorische Besonderheit ihre barocke Bilderdecke. Sie wurde im Jahre 2000 wiederentdeckt und seither komplett restauriert. Die Decke ist eine der wenigen erhaltenen Bilderbibeln in Sachsen, in diesem Fall mit 58 Bild-Feldern. Sie gilt als sprechende Bilderbibel und zeigt Erzengel und Stammväter, große und kleine Propheten des Alten Testaments wie auch Evangelisten und Aposteln des Neuen Testaments.
Im Jahr 1660 malte Johann Steinherr aus Schneeberg biblischen Szenen aus dem Neuen und Alten Testament sowie Portraits von Heiligen und Propheten. Nach 220 Jahren wurde die Decke überputzt. 1970 wurden beim Orgelumbau Teile des Gemäldes entdeckt, doch es geschah nichts weiter.
Im Jahr 2000 wurden bei Arbeiten am Glockenturm Teile der Bilderdecke sichtbar. Es fiel die Entscheidung, ein Bild auszubauen und eine Art Probe-Restauration zu testen. Dann war es der Überzeugungskraft von Pfarrer Tilo Kirchhoff zu verdanken, dass die gesamte Decke restauriert wurde. Viele der Holztafeln waren stark angegriffen; die Restaurierung jedes einzelnen Bildes verursachte Kosten von jeweils rund 3.000 Euro. Diese Kosten konnten dank zahlreicher Förderungen und Spenden finanziert werden.
Die Arbeiten verantwortete eine Restauratoren-Gemeinschaft, zu der die Restauratoren Taubert und Stenzel aus Dresden, Melke aus Plauen und Blauhut aus Mülsen gehörten. Ziel war, die Bilder so zu gestalten, wie sie um 1880 waren bzw. wie sie die Zeit unter Einwirkung des Putzes überstanden hatten. Daher wurden einige Bilder nicht vollständig wiederhergestellt.

## Orgel
Die Orgel hat Pedal, zwei Manuale und 20 Register, sie ist ein Werk von Orgelbau Jehmlich aus Dresden aus dem Jahr 1971 in einem Gehäuse aus dem Jahr 1629 von Joachim Zschucke (der einzige original erhaltene Prospekt von Zschucke; Kosten damals 218 Gulden). Zu beiden Seiten der Orgel sind die vermutlich gleichzeitigen Bildnisse des Pfarrers Johann Vogelhaupt mit der Jahreszahl 1668 und des Kantors Valentin Görner angebracht, deren Holzrahmen reich mit Beschlagwerk und Engelsköpfchen verziert sind, weiterhin Ölbilder des Pfarrers David Barth um 1750, vermutlich von Johann Gottfried Haase um 1770.
Die Disposition lautet:
| I Hauptwerk C–f3 |       |
| Prinzipal        | 8′    |
| Rohrflöte        | 8′    |
| Oktave           | 4′    |
| Spitzflöte       | 4′    |
| Waldflöte        | 2′    |
| Quinte           | 1 ⁄3′ |
| Mixtur V         |       |

| II Schwellwerk C–f3 |     |
| Gedackt             | 8′  |
| Koppelflöte         | 4′  |
| Prinzipal           | 2′  |
| Sifflöte            | 1′  |
| Sesquialter II      |     |
| Zimbel III          |     |
| Musette             | 16′ |

| Pedal C–f1    |     |
| Subbaß        | 16′ |
| Gemshorn      | 8′  |
| Rohrpfeife    | 4′  |
| Choralbaß III |     |
| Baßzink III   |     |
| Trompete      | 8′  |

- Traktur: mechanische Spiel- und Registertraktur
- Tremulant
- Koppeln: II–Pedal / I–Ped / II–I.
- Schweller

## Geläut
Das heutige Geläut besteht aus drei Bronze-Glocken, gegossen im Jahr 2000 von der Glockengießerei Rudolf Perner. Die Glocke mit dem Schlagton g' -1 hat einen unteren Durchmesser von 1040 Millimeter und wiegt 610 Kilogramm, die Glocke mit dem Schlagton b' hat einen unteren Durchmesser von 875 Millimeter und wiegt 400 Kilogramm, und die Glocke mit dem Schlagton es" +2 hat einen unteren Durchmesser von 690 Millimeter und wiegt 198 Kilogramm.
Im Jahr 2001 kam eine weitere Perner-Bronze-Glocke hinzu mit dem Schlagton b" +2, unterem Durchmesser von 462 Millimeter und 58 Kilogramm Gewicht.

## Wappenschild
In der südlichen Vorhalle ist ein geschnitztes und gefasstes Wappenschild mit dem Zschorlauer Wappen mit Keilhaue, Seifengabel und Blume von 1708 zu sehen.

## Pfarrer seit 1546
| - 1546 – Riedel, Martin - 1551 – Rosenbach, Friedrich - 1579 – Weise, Johann - 1586 – Behr (Bär?), Johann - 1590 – Drummer, Johann - 1595 – Schnabel, Daniel - 1596 – Falkner, Jakob - 1629 – Heyden, Christian - 1634 – Vogelhaupt, Johann - 1671 – Zeumer, Melchior | - 1701 – Hochmuth, Nathanael - 1730 – Barth, David - 1750 – Hochmuth, Christian Nathanael - 1760 – Haase, Johann Gottfried - 1778 – Schumann, Johann Christian - 1801 – Rosenfeld, Daniel Friedrich - 1825 – Schürer-Stolle, Gotthelf Friedrich - 1832 – Stein, Karl Friedrich - 1845 – Oehme, Karl Friedrich - 1869 – Rudolph, Gustav Hermann Duldrecht - 1889 – Helbig, Karl Friedrich | - 1900 – Friedrich, Walter - 1907 – Hildebrand, Bernhard *Gustav - 1918 – Böhme, Richard *Martin - 1924 – Paul, *Johannes Oskar - 1925 – Häntzschel, *Alfred Woldemar - 1931 – Kleinhempel, *Franz Florentin - 1933 – Bössneck, Julius *Arthur - 1936 – Weißbach, *Walter Max - 1945 – Fröhlich, *Martin Wilhelm Theodor - 1955 – Falkenberg, Friedrich - 1966 – Frech, Gottfried |